# ويل دين (لاعب كرة قدم)
ويل دين (بالإنجليزية: Will Dean)‏ هو لاعب كرة قدم بريطاني، ولد في 28 سبتمبر 2000 في إنجلترا في المملكة المتحدة. لعب مع نادي إكزتر سيتي.

## وصلات خارجية
- ويل دين على موقع قاعدة بيانات كرة القدم.إي يو (الإنجليزية)
- ويل دين على موقع Soccerbase.com (لاعب) (الإنجليزية)
- ويل دين على موقع Soccerway.com (الإنجليزية)